# Референдум о строительстве аэродрома на Питкэрне (1981)
Референдум о строительстве аэродрома на Питкэрне — всеобщее голосование по вопросу о строительстве аэродрома на острове Питкэрн. Состоялось в марте 1981 года в посёлке Адамстаун на островах Питкэрн, заморской территории Великобритании в Тихом океане.

## Предпосылки

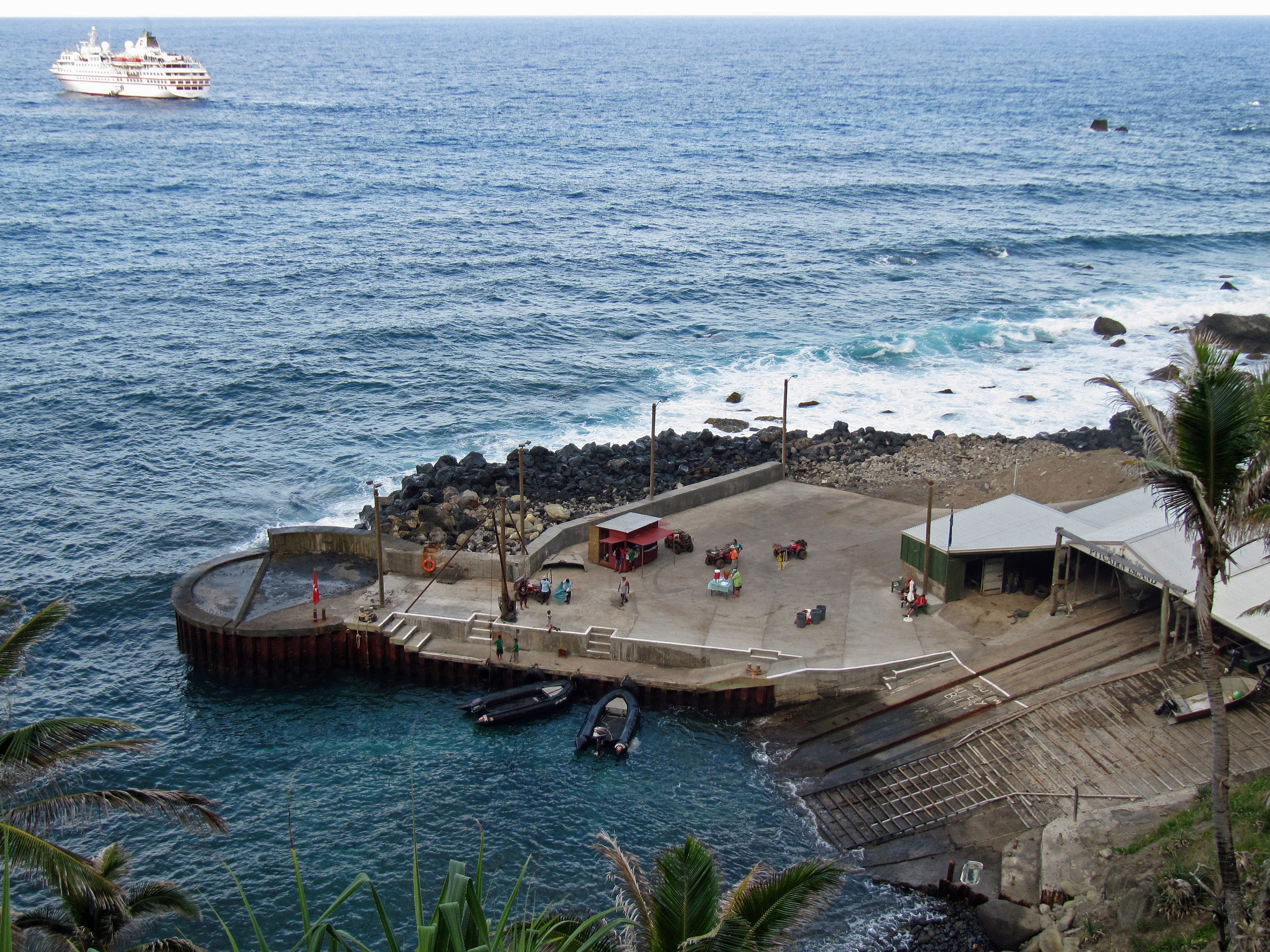
Пристань Питкэрна

Острова Питкэрн расположены в южной части Тихого океана, примерно на полпути между Перу и Новой Зеландией, одно из самых удалённых мест проживания человека на Земле. Единственный заселённый из островов — Питкэрн, который находится примерно в 2170 километрах к юго-востоку от Таити, в 5310 километрах от Окленда, и примерно в 6600 километрах от Панамы. Ближайший к Адамстауну более крупный населённый пункт — деревня Рикитеа, административный центр островов Гамбье (Французская Полинезия), находится в 540 км к западу. На остров можно попасть лишь на кораблях. Судно не может пристать вплотную к острову, грузы и пассажиров с него перевозят на остров на баркасах. Из-за сильного прибоя иногда тяжело выгрузить или загрузить товары и пассажиров. В связи с этим возник вопрос о строительстве взлетной полосы на территории острова.

## История
Вопрос о строительстве аэродрома на острове Питкэрн было решено вынести на референдум. Волеизъявление жителей острова состоялось в марте 1981 года в посёлке Адамстаун. Около 90 % проголосовали за строительство аэродрома. Совет острова поддержал строительство взлетной полосы. Однако, из-за особенностей рельефа строительство оказалось слишком дорогим для британских властей. В связи с этим вопрос о строительстве был отложен до 2001 года.

## Последствия
Аэродром так и не был построен. На остров можно попасть только на судах, которые совершают рейсы туда с острова Мангарева из группы островов Гамбье во Французской Полинезии.